# Isabella Verney
Isabella Verney (Torino, 10 agosto 1925 – Roma, 5 luglio 2023) è stata una modella italiana, nota per essere stata la prima vincitrice del concorso di Miss Italia nel 1939, all'epoca chiamato 5000 lire per un sorriso.

## Biografia
Dopo essere stata proclamata Miss Italia, fu chiamata a frequentare il Centro Sperimentale di Cinematografia, poiché vi era stata una proposta di Vittorio De Sica per il film Teresa Venerdì, ma essendo ancora quattordicenne ed avendo la famiglia a Torino, preferì rinunciare.
In seguito Isabella si sposò col giornalista Carlo Cavaglià avendo due figli, ma nel mondo dello spettacolo fece subito perdere le proprie tracce.
Viveva a Roma. Era solita raccontare la sua esperienza di cui conservava un bel ricordo.
Isabella Verney è morta a Roma il 5 luglio 2023 all'età di 97 anni.